# کارلتون لندینگ (اکلاهما)
کارلتون لندینگ، اکلاهما (به انگلیسی: Carlton Landing) یک منطقهٔ مسکونی در ایالات متحده آمریکا است که در شهرستان پیتسبرگ، اکلاهما واقع شده‌است. کارلتون لندینگ ۵۶ نفر جمعیت دارد.